# Side-scan sonar
En side-scan sonar er en sonar som kigger til siderne. Den kan sammenlignes med en radar, men bruger ultralyd i stedet for elektromagnetiske impulser. Lydimpulsene er normalt i området 100 til 500 kHz. En højere frekvens giver bedre opløsning men mindre rækkevidde. Den bruges meget til eftersøgning af skibsvrag og andet på havbunden.
En af opfinderne af side-scan sonaren var den tyske videnskabsmand, Dr. Julius Hagemann, som blev bragt til USA efter World War II og arbejdede ved US Navy Mine Defense Laboratory, Panama City, FL fra 1947 indtil sin død i 1964. Hans arbejde er dokumenteret i US Patent 4,197,591 
som først blev offentliggjort i Aug 1958, men som blev bibeholdt som klassificeret af US Navy indtil det blev udgivet i 1980. Eksperimentelle side-scan sonar systemer blev lavet igennem 1950'erne i laboratorier inklusiv Scripps Institution of Oceanography, Hudson Laboratories og af Dr. Harold Edgerton ved MIT i 1960'erne.

## Virkemåde
En side-scan anvender en aktiv sonar enhed som udsender en konisk eller vifte-formede pulser ned mod havbunden over en stor vinkel vinkelret på sejlretningen af side-scan sonaren. Side-scan sonaren kan f.eks. blive trukket gennem vandet af et skib ved vandoverfladen, monteret på undersiden af et sejlende skib – eller trukket af en ubåd. Lydstyrken af de akustiske refleksioner fra havbunden fra den vifteformede lydkegle måles skivevis (ca. 1-dimensionelt, linjevis). Disse skivemålinger "sys" senere sammen langs sejlretningen og udgør så et billede.